# Joring Lombang
Joring Lombang is een bestuurslaag in het regentschap Padang Sidempuan van de provincie Noord-Sumatra, Indonesië. Joring Lombang telt 817 inwoners (volkstelling 2010).